# Ефіопські євреї
Ефіопські євреї (самоназва мовою геєз — бєте Исраел — «дім Ізраїлю») — етнолінгвістична група (громада) євреїв, яка до масової алії до Ізраїлю (початок 1980-х) проживала в основному у північній та північно-західній Ефіопії.
Ефіопські євреї традиційно населяли області навколо озера Тана й на північ від нього, де знаходяться гори Симен. У 2-й половині XX століття вони проживали здебільшого у провінції Гондер (нині регіон Амхара, зона Північний Гондер), а також у провінції Тиграй, в історичних областях Ласта й Куара та в  Аддис-Абебі. Основним їхнім заняттям були різні ремесла: гончарна справа, прядіння, ткацтво, плетення кошиків та ковальська справи. Гончарне ремесло та плетення вважались традиційно жіночими справами, а ковалями та ткачами могли бути тільки чоловіки. Це гендерне розділення зберегається в Ефіопії і донині. Багато хто також працював у містах на будівництві. . Вони сповідували різновид неталмудичного юдаїзму.
В науковій літературі поширена також назва "фалаша", але вона самими ефіопськими євреями вважається образливою.

## Мова

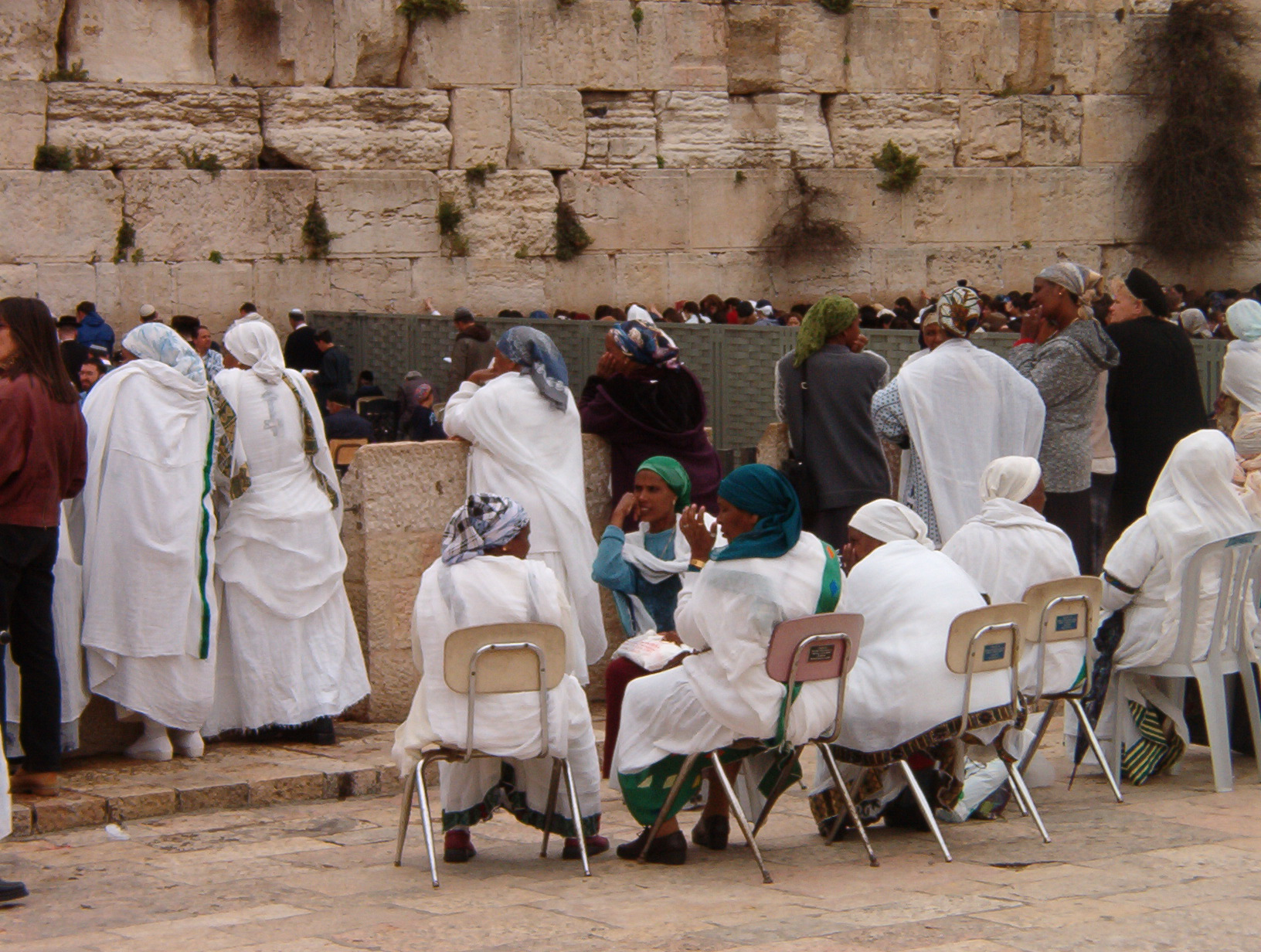
Ефіопські жінки біля Стіни плачу в Єрусалимі

Первинно мовою ефіопських євреїв була агавська мова квара, яка вийшла з ужитку на початку 19 століття. До переїзду до Ізраїлю більшість ефіопських євреїв спілкувались амхарською, тобто мовою оточуючого населення й офіційною мовою Ефіопії, притому особливим діалектом амхарьскої, який поєднав у собі риси гондарського діалекту та запозичені з квари слова. Незначна частина спілкувалась мовою тигринья. Богослужбовою мовою є геєз. В Ізраїлі ефіопські євреї перейшли на іврит.

## Історія
Час поселення ефіопських євреїв в Ефіопії точно не встановлено. Відповідно до ефіопської легенди, засновником Соломонової династії, що правила в Ефіопії до 1974 року, був негус («цар царів») Менелік I, син царя Соломона й цариці Савської. Коли Менелік після помазання на царство в Єрусалимському храмі відбув на батьківщину (Саба розташовувалась на півдні Аравійського півострова, а в Ефіопії розміщувались лише її колонії), його супроводжували Азарія, син первосвященика Садока, та 12 старійшин з родинами. Існує також думка що до християнізації Єфіопії у 4 столітті в Аксумі був поширений юдаїзм та ефіопські євреї є нащадками тих, хто відмовився змінити віру. Згідно з усною традицією ефіопських євреїв вони походять з громади стародавніх ізраїльтян, які смогли втекти під час Вавилонського полону. Але у цих версій немає наукових доказів.

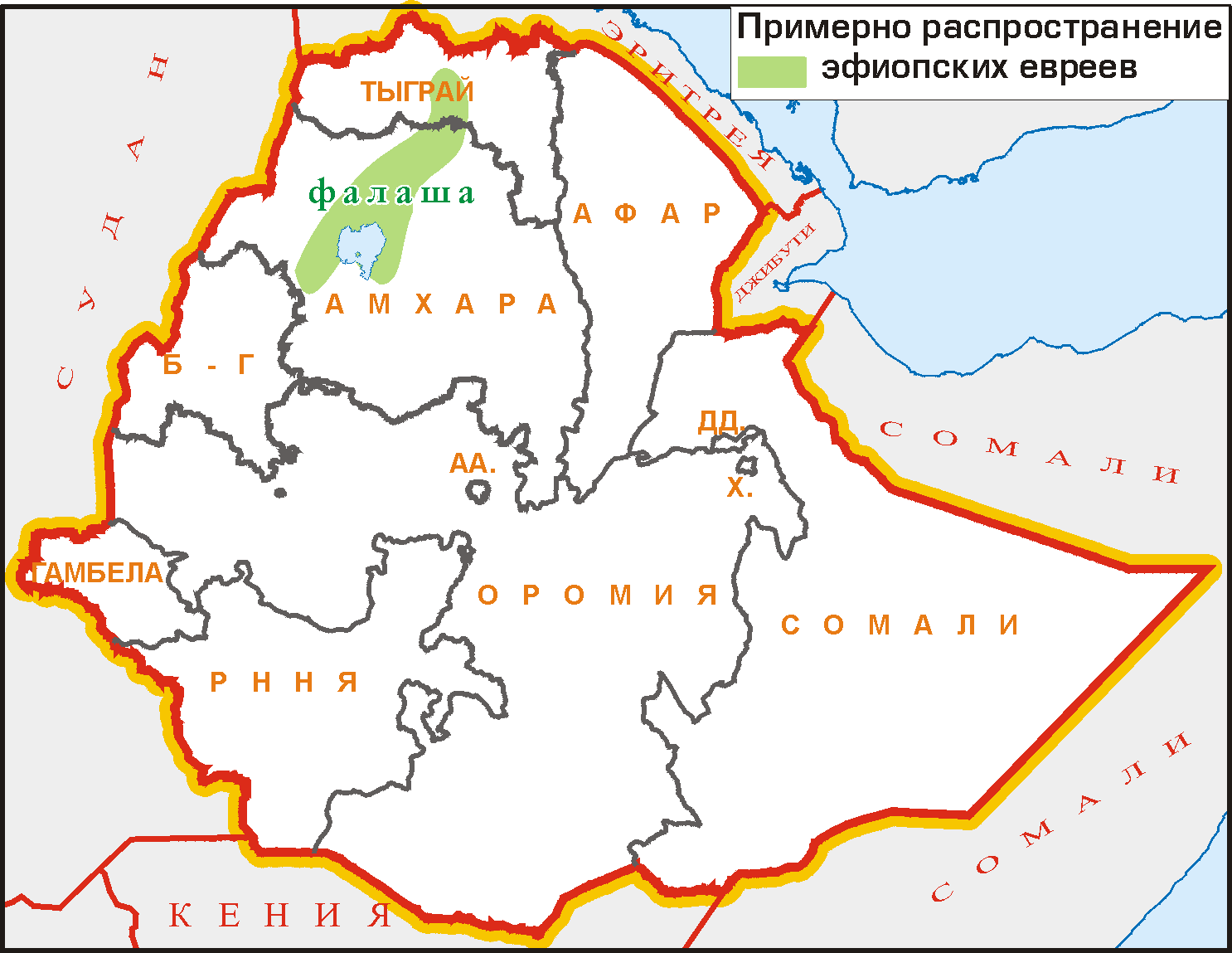
Приблизна територія розселення бєте Исраель в Ефіопії

Відповідно до іншої теорії, громада бет ісраел походить не від місцевого населення, який у перших століттях нашої ери прийняв юдаїзм, а є результатом своєрідного розвитку однієї з гілок ефіопського християнства, що зазнала більш значного впливу юдаїзму, ніж основна течія коптської монофісітської церкви в цілому. Але у цієї теорії теж немає ніяких наукових доказів.

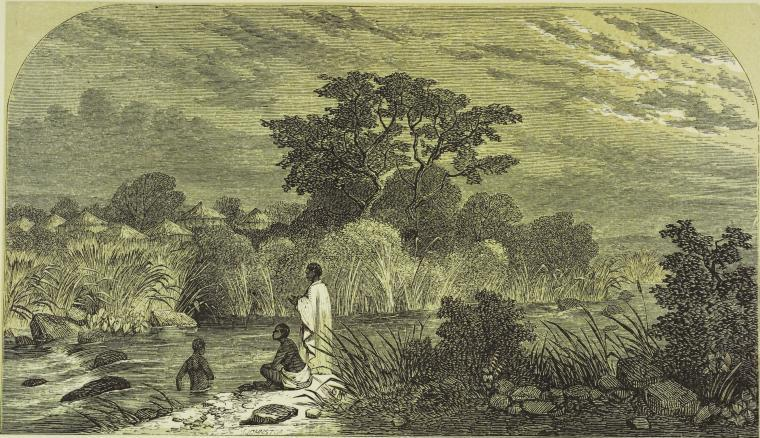
Село ефіопських євреїв. Малюнок з «Подорожей серед фалаша в Абісинії» Генрі Стерна (1862)

Історія ефіопських євреїв відома починаючи з 13-14 століть, коли ефіопські царі почали боротьбу з бєте исраель. Одним з перших, хто зробив військовий похід проти них, був Амда Сейон, а першим царем, отримавшим перемогу у боротьбі проти них, став Ісаак I (1414—1429). Він першим спробував заборонити євреям володіти землею в Ефіопії, бо хотів таким чином запобігти можливості їх повстання та відвоювання їхніх земель. Але повністю свою незалежність ефіопські євреї втратили тільки у 17 столітті під час керування царя Сусінія. Тоді євреї були змушені навчитися ремеслами, бо, хоча їм все ще можна було арендовати землю у сусідів-християн, це було економічно не вигідно.
У середині 19 століття до Ефіопії прибули німецькі місіонери, які спочатку мали мету звернути ефіопських християн-монофізитів у протестантизм. Однак імператор Теводрос Другий заборонив проповідувати християнам, побоюючись заколоту через те, що робота католицьких місіонерів вже викликала массове невдоволення у минилому. Тоді деякі місіонери вирішили спробувати проповідувати євреям, проти чого імператор не заперечував. Найактивнішим із місіонерів був Йохан Мартин Флад, який провів у місії серед ефіопських євреїв у загальному майже 60 років. Достеменно не відомо скільки людей під час його мисії перейшли до протестантизму, але судячи зі всього, їхня кількість була небагатою. Однак його діяльність мала дуже великий вплив на життя громади. З одного боку він відкрив декілька школ, де діти та дорослі мали можливість навчатися читати та писати амхарською мовою, а не тільки вивчали Біблію. Але з іншого боку Флад почав активну кампанію проти деяких традицій ефіопських євреїв, насамперед проти ритуального жертвопринесення тварин, яке вони робили, згодно з Старим Завітом. У цьому диспуті імператор підтримав місіонера та заборонив євреям проводити цей ритуал. Це був перший раз в історії Ефіопії, коли імператор втрутився у релігійне життя єврейської громади.
Цей інцидент, а також голод, викликаний неврожайними роками спровокували похід на Єрусалим. У 1862 році декілька сотен членів громади під керівництвом абба Мехарі вирішили відправитися на пошуки землі обітованої пішки. Їхний план полягав у тому, аби добратися через Тиграй до Червоного моря, а потім через Ємен до Палестини, але йому не судилося збутися, бо майже усі учасники походу або загибли, або були продані в рабство. Решті були змушені повернутися додому.

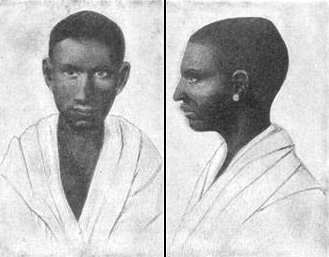
Єврейка з Ефіопії, ілюстрація з «Подорожі до Абісинії» Лефебюра

У 1977—1993 роках абсолютна більшість ефіопських євреїв переселилась до Ізраїлю (операції «Мойсей» та «Соломон»). За оціночними даними у 2-й половині 1999 року в країні проживали близько 2 300 осіб, хто мав право на алію відповідно до Закону про повернення; до того ж у країні проживають від тридцяти тисяч до ста тисяч навернених у християнство протестантського толку ефіопських євреїв та їхніх нащадків, так званих фалашмура, які змінили віру через роботу німецьких місіонерів. Точна чисельність фалашмура невідома.
28 серпня 2013 року Єврейське агентство в межах операції «Канфей йона» переправило до Ізраїлю останню групу репатріантів. Двома рейсами з Аддис-Абеби прибули 400 осіб. Під час операції за три роки було доставлено до країни 7 тисяч репатріантів. Глава Сохнуту Натан Щаранський заявив: «Це хвилююча історична подія, адже із завершенням операції „Канфей йона“ ми завершуємо коло, що тривало три тисячі років». Таким чином завершилась репатріація євреїв з Ефіопії.

## Релігійні особливості
Бєте исраель, як і деякі інші групи євреїв, наприклад, садукеї, чи громади, пов'язані з юдаїзмом, наприклад, караїми, визнають тільки П'ятикнижжя Мойсеєве, тобто Письмову Тору, до знайомства з ашкеназськими євреями на початку 20 століття про Талмуд, тобто Усну Тору, вони не знали. Крім того, особливость їхнього юдаїзму полягає у тому, що до переїзду до Ізраїля у них був поширений чернецький рух. 

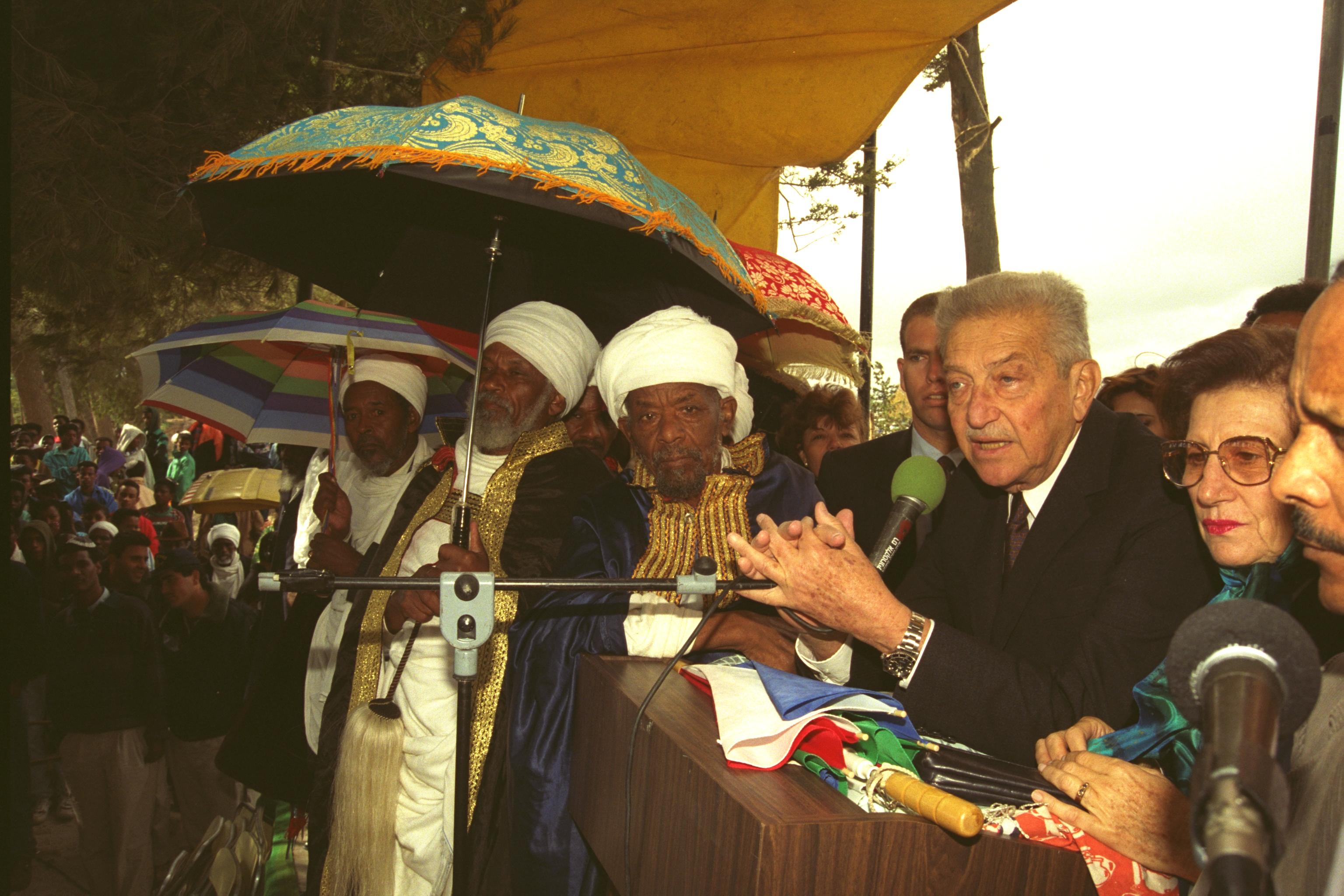
Президент Ейзер Вайсман вітає ефіопську громаду зі світлом Сігд

У ефіопських євреїв також є особливе свято, яке називається Сігд, тобто "поклоніння" у перекладі з геєзу. Його святкують на честь того, що ефіопським євреям вдалося зберегти свою віру незважаючи на багаточисельні спроби ефіопських царей їх хрестити. Під час життя в Ефіопії громада піднималася разом на гору та читала там разом молитви. Зараз ефіопська громада збирається разом в Єрусалимі. Символом цього свята стали різнокольорові парасольки від сонця.

## Традиційна культура
Ефіопські євреї традиційно займаються ремеслами, бо у 17 столітті їм було заборонено володіти землею. Їхня кухня не дуже сильно відрізняється від традиційної кухні інших ефіопів, але на відміну від християн євреї не їдять сире м'ясо. У християнських народів Ефіопії ця страва поширена та називається "тирє сига".

## Мистецтво
В Ефіопії скульптура була загалом не дуже поширена як форма традиційного мистецтва, тільки два народи, консо та бєте исраель, були відомі своїми скульптурами. Жінки бєте исраель, які традиційно займались гончарним ремеслом, почали у середині 20 століття виробляти з глини не тільки посуд, а ще й маленкі фігурки, які зображували жіночі повсякденні справи, тварин та сцени з Біблії. Спочатку скульптури були дуже прості та вироблялися з метою продажу туристам. Але потім стали вже символом традиційного мистецтва ефіопських євреїв. Жінки бєте исраель продовжують займатись скульптурою і зараз в Ізраїлі. А у 2016 році відбулася виставка глиняних скульптур у бібліотеці Павел, у штаті Каліфорнія.

## В Ізраїлі
В Ізраїлі ефіопські євреї стикаються з поліцейським расизмом, проти якого проходили активні протести у 2016 році після незаконного затримання молодого хлопця Йозефа Селямеси та його катуваннь, в результаті яких він загинув. Йозефу Селямесу була присвячена картина мисткині Ніріт Текеле, яка теж походить з родини ефіопських євреїв. 